# 淮安高新技术产业开发区
淮安高新技术产业开发区是中华人民共和国江苏省淮安市淮阴区下辖的一个类似乡级单位。

## 行政区划
下辖以下地区：
杨井社区、王庄社区、徐梅村和三朱村。